# Xiqin, Fujian
Xiqin är en köping i sydöstra Kina. Den ligger i stadsdistriktet Yanping i staden Nanping i provinsen Fujian, omkring 130 kilometer nordväst om provinshuvudstaden Fuzhou. Antalet invånare är 23 594. Befolkningen består av 11 337 kvinnor och 12 257 män. Barn under 15 år utgör 20,0 %, vuxna 15-64 år 67 %, och äldre över 65 år 11,0 %.